# Kaspars Dumbris

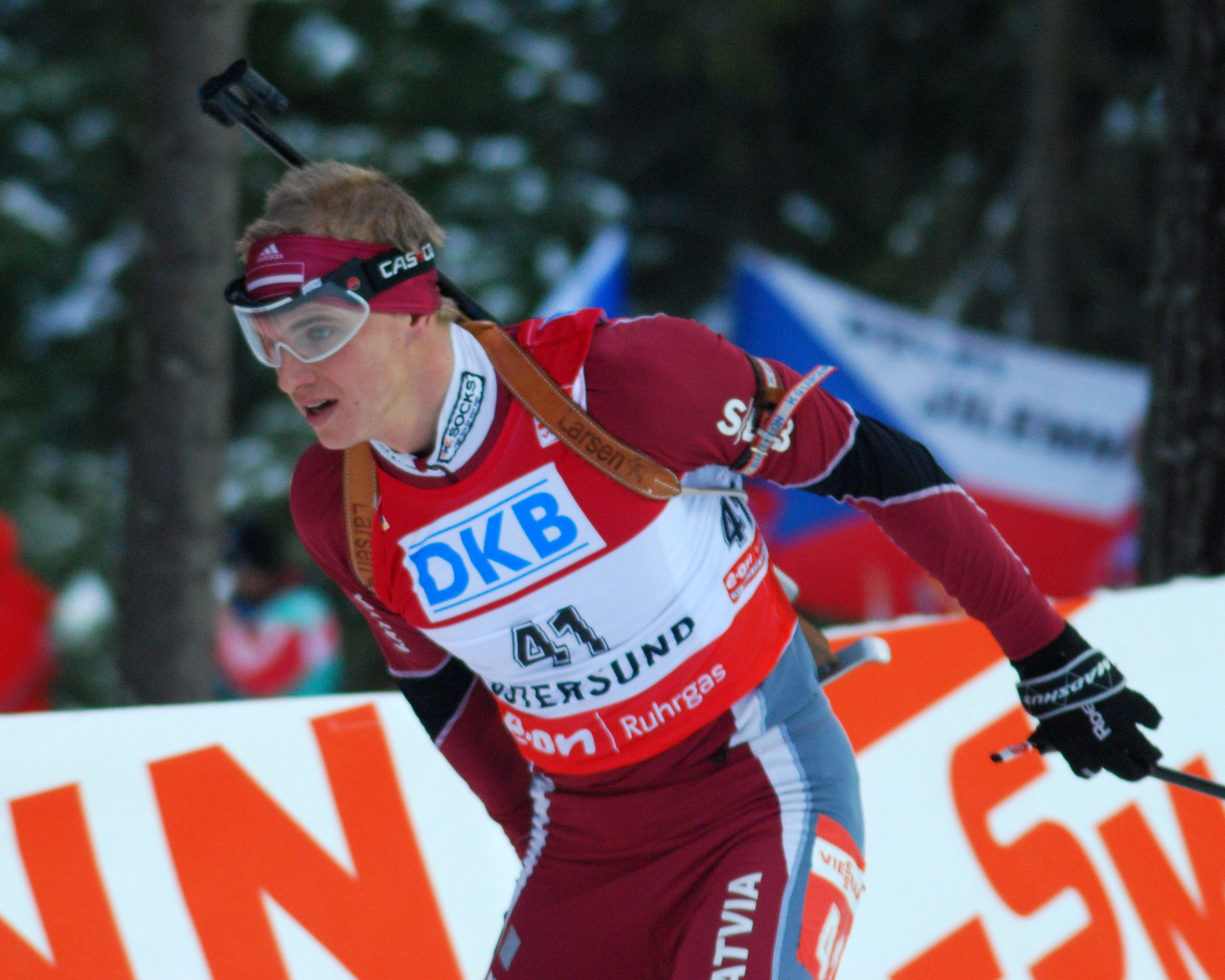
Kaspars Dumbris während der Biathlon-Weltmeisterschaften 2008 in Östersund.

Kaspars Dumbris (* 25. Februar 1985 in Cēsis) ist ein ehemaliger lettischer Biathlet.
Kaspars Dumbris ist Sportsoldat und startet für einen Armeesportklub, wo er von Vitalis Urbanovics trainiert wird. Er startete erstmals 2002 in Ridnaun bei Junioren-Weltmeisterschaften. Dort konnte er ebenso wie 2003 in Kościelisko keine nennenswerten Ergebnisse erreichen. 2004 wurde er in Haute-Maurienne Fünfter im Sprint und Sechster mit der Staffel, ein Jahr später in Kontiolahti nochmals Zehnter im Sprint. Bei seiner letzten Junioren-WM in Presque Isle erreichte er als bestes Ergebnis einen sechsten Platz mit der Staffel. 2007 trat Dumbris erstmals bei Biathlon-Weltmeisterschaften an. In Antholz wurde er 72. im Sprint und Zwölfter mit der Staffel.
2005 und 2006 trat der Lette im Biathlon-Europacup an. In dieser Zeit konnte er zum Ende der Saison 2004/05 in Pokljuka erstmals im Biathlon-Weltcup antreten, wo er 63. im Sprint wurde. Vor allem zum Ende der Saison 2005/07 lief er sehr erfolgreich im Europacup, gewann in Gurnigel einen Sprint und kam weitere drei Mal unter die besten Vier. Seit Mitte der Saison 2006/07 startet Dumbris ausschließlich im Weltcup. Sein bestes Einzelergebnis ist bislang ein 48. Rang im Sprint, den er ebenso wie seine beste Staffelplatzierung, einen neunten Platz, im Dezember 2007 in Pokljuka erreichte.

## Biathlon-Weltcup-Platzierungen
Die Tabelle zeigt alle Platzierungen (je nach Austragungsjahr einschließlich Olympische Spiele und Weltmeisterschaften).
- 1.–3. Platz: Anzahl der Podiumsplatzierungen
- Top 10: Anzahl der Platzierungen unter den ersten zehn (einschließlich Podium)
- Punkteränge: Anzahl der Platzierungen innerhalb der Punkteränge (einschließlich Podium und Top 10)
- Starts: Anzahl gelaufener Rennen in der jeweiligen Disziplin

| Platzierung                      | Einzel | Sprint | Verfolgung | Massenstart | Staffel | Gesamt |
| -------------------------------- | ------ | ------ | ---------- | ----------- | ------- | ------ |
| 1. Platz                         |        |        |            |             |         |        |
| 2. Platz                         |        |        |            |             |         |        |
| 3. Platz                         |        |        |            |             |         |        |
| Top 10                           |        |        |            |             | 2       | 2      |
| Punkteränge                      |        |        |            |             | 10      | 10     |
| Starts                           | 4      | 13     | 1          |             | 10      | 28     |
| Stand: nach der Saison 2008/2009 |        |        |            |             |         |        |